# Liste der FFH-Gebiete im Landkreis Freising
Die Liste der FFH-Gebiete im Landkreis Freising zeigt die FFH-Gebiete des oberbayerischen Landkreises Freising in Bayern. Teilweise überschneiden sie sich mit bestehenden Natur-, Landschaftsschutz- und EU-Vogelschutzgebieten.
Im Landkreis befinden sich sechs und zum Teil mit anderen Landkreisen überlappende FFH-Gebiete.
| Ampertal                                        |    | 7635-301 WDPA: 555521989 | Landkreis Dachau, Landkreis Fürstenfeldbruck, Landkreis Freising |                                               | ⊙ | 2.171,00 |  |
| Giesenbacher Quellmoor                          |    | 7635-302 WDPA: 555521990 | Landkreis Freising                                               |                                               | ⊙ | 8,00     |  |
| Heideflächen und Lohwälder nördlich von München |    | 7735-371 WDPA: 555522018 | Landkreis Freising, München, Landkreis München                   |                                               | ⊙ | 1.913,85 |  |
| Isarauen von Unterföhring bis Landshut          |    | 7537-301 WDPA: 555521966 | Landkreis Erding, Landkreis Freising, Landkreis München          | auch in München, Landkreis Landshut, Landshut | ⊙ | 5.276,00 |  |
| Kammmolch-Habitate im Kranzberger Forst         | BW | 7535-371 WDPA: 555521965 | Landkreis Freising                                               |                                               | ⊙ | 144,54   |  |
| Moorreste im Freisinger und im Erdinger Moos    |    | 7636-371 WDPA: 555521991 | Landkreis Erding, Landkreis Freising                             |                                               | ⊙ | 491,12   |  |
| Legende für Fauna-Flora-Habitat                 |    |                          |                                                                  |                                               |   |          |  |